# Wspólnota administracyjna Tharandt
Wspólnota administracyjna Tharandt (niem. Verwaltungsgemeinschaft Tharandt) – wspólnota administracyjna w Niemczech, w kraju związkowym Saksonia, w powiecie Sächsische Schweiz-Osterzgebirge. Siedziba wspólnoty znajduje się w mieście Tharandt.
Wspólnota administracyjna zrzesza jedną gminę miejską oraz jedną gminę wiejską: 
- Dorfhain
- Tharandt